# 林大八
林 大八（はやし だいはち、1884年（明治17年）9月15日 - 1932年（昭和7年）3月1日）は、日本の陸軍軍人。最終階級は陸軍少将。従四位・勲三等・功三級。鶴岡鷹匠町（現・鶴岡市）出身。陸軍少尉の林八郎は次男。

## 経歴
- 1884年（明治17年） - 元庄内藩士（300石）・陸軍少佐（陸士・旧3期）林秀芳の長男として[1]、鶴岡鷹匠町（現・鶴岡市）に生れる。
- 1896年（明治29年） - 朝暘高等小学校を卒業する。
- 1898年（明治31年） - 東京陸軍地方幼年学校に入学する。
- 1904年（明治37年）10月24日 - 陸軍士官学校・第16期歩兵科を卒業する。
  - 11月1日 - 陸軍少尉・近衛歩兵第4連隊付
- 1907年（明治40年）12月 - 陸軍中尉
- 1909年（明治42年）10月 - 歩兵第67連隊付
- 1910年（明治43年）12月 - ロシア帝国のモスクワに留学する（1911年8月まで）。
- 1911年（明治44年）8月 - 参謀本部出仕
- 1912年（大正元年）12月 - 神戸の大谷塾で蒙古語を研究（1913年12月まで）。
- 1914年（大正3年）1月 - 参謀本部出仕
  - 8月 - 陸軍大尉・参謀本部付（ハルビン・洮南駐在）
  - 9月5日 - 次男の林八郎が生まれる。
- 1918年（大正7年）1月 - チタ駐在
  - 9月 - 関東都督府陸軍部付（売買城駐在）
- 1919年（大正8年）2月 - 浦塩派遣軍司令部付・イルクーツク駐在（8月まで）
  - 7月 - 陸軍兵器本廠付仰付（新聞班）
  - 12月 - シベリア出張（1920年2月まで）
- 1920年（大正9年）5月 - 北部沿岸州派遣隊司令部付
- 1921年（大正10年）7月 - 陸軍少佐
- 1922年（大正11年）4月 - 歩兵第3連隊付
- 1923年（大正12年）8月 - 歩兵第3連隊大隊長
- 1924年（大正13年）5月13日 - 満洲軍閥張作相の軍事顧問
- 1925年（大正14年）8月 - 陸軍中佐
- 1931年（昭和6年）5月31日 - 第1師団司令部付
  - 8月1日 - 陸軍大佐・金沢歩兵第7連隊長
- 1932年（昭和7年） - 第一次上海事変で戦闘中に戦死する。享年46。陸軍少将に進級。墓所は多磨霊園[2]

## 栄典
位階
- 1904年（明治37年）12月8日 - 正八位[3]
- 1908年（明治41年）3月20日 - 従七位[4]
- 1913年（大正2年）5月20日 - 正七位[5]
- 1918年（大正7年）7月10日 - 従六位[6]
- 1923年（大正12年）11月30日 - 正六位[7]
- 1928年（昭和3年）12月28日 - 従五位[8]
- 1932年（昭和7年）3月1日 - 正五位[9]・従四位[10]

勲章等
- 1906年（明治39年）4月1日 - 勲六等瑞宝章・明治三十七八年従軍記章[11]
- 1914年（大正3年）5月16日 - 勲五等瑞宝章[12]
- 1915年（大正4年）11月7日 - 勲四等瑞宝章・大正三四年従軍記章[13]
- 1920年（大正9年）11月1日 - 旭日小綬章・功五級金鵄勲章・大正三年乃至九年戦役従軍記章[14]
- 1926年（大正15年）1月27日 - 勲三等瑞宝章[15]
- 1932年（昭和7年）3月1日 - 旭日中綬章・功三級金鵄勲章[16]・昭和六年乃至九年事変従軍記章[17]

外国勲章佩用允許
- 1908年（明治41年）6月16日 - 大韓帝国：勲五等太極章[18]
- 1917年（大正6年）3月14日 - ロシア帝国：神聖アンナ第三等勲章[19]
- 1928年（昭和3年）4月17日 - 中華民国：三等文虎勲章[20]

## 親族
- 祖父 林源太兵衛 - 庄内藩士
- 父 林秀芳 - 陸軍少佐
- 妻 林秀子 - 青柳勝敏（陸軍大尉）の妹
- 次男 林八郎 - 陸軍少尉、二・二六事件で反乱部隊の一員（最年少）
- 娘婿 梶原重美（陸軍中佐）